# Televicentro de Nicaragua
Televicentro de Nicaragua ou Televicentro Canal 2 est une chaîne de télévision nicaraguayenne.
Cette chaine de télévision est membre de l'Organisation des Télécommunications Ibéro-Américaines (OTI).